# Casale Foot Ball Club 1922-1923
Questa pagina raccoglie i dati riguardanti il Casale Foot Ball Club nelle competizioni ufficiali della stagione 1922-1923.

## Rosa
| N. |                   | Ruolo | Calciatore          |
| -- | ----------------- | ----- | ------------------- |
|    | Italia (bandiera) | P     | Candido De Giovanni |
|    | Italia (bandiera) | P     | Varvelli            |
|    | Italia (bandiera) | D     | Ariotti             |
|    | Italia (bandiera) | D     | Umberto Caligaris   |
|    | Italia (bandiera) | D     | De Micheli          |
|    | Italia (bandiera) | D     | Luigi Gallino       |
|    | Italia (bandiera) | D     | Luciano Grosso II   |
|    | Italia (bandiera) | D     | Giuseppe Volta      |
|    | Italia (bandiera) | C     | Angelo Albertoni    |
|    | Italia (bandiera) | C     | Gentile Bargero     |
|    | Italia (bandiera) | C     | Bruno Ferraris II   |

| N. |                   | Ruolo | Calciatore        |
| -- | ----------------- | ----- | ----------------- |
|    | Italia (bandiera) | C     | Carlo Fornero     |
|    | Italia (bandiera) | C     | Ernesto Greppi    |
|    | Italia (bandiera) | C     | Marchisotti       |
|    | Italia (bandiera) | C     | Siviardi          |
|    | Italia (bandiera) | A     | Corrado           |
|    | Italia (bandiera) | A     | Angelo Mattea     |
|    | Italia (bandiera) | A     | Enrico Minchiotti |
|    | Italia (bandiera) | A     | Arturo Reverberi  |
|    | Italia (bandiera) | A     | Luigi Riccio      |
|    | Italia (bandiera) | A     | Savio             |
|    | Italia (bandiera) | A     | Mario Sartorio    |

## Risultati

### Prima Divisione

#### Girone A

##### Girone di andata
| Arbitro: | Vagge (Genova) |

|                  |           |            |
| Cevenini III 22’ | Marcatori | 46’ Mattea |

| Arbitro: | Trezzi (Milano) |

|                   |           |  |
| Sartorio 40’, 75’ | Marcatori |  |

| Mantova 22 ottobre 1922 3ª giornata | Mantova           | 0 – 0 | Casale | Campo Ippodromo Te\| Arbitro: \| Tessari (Vicenza) \| |
| Arbitro:                            | Tessari (Vicenza) |       |        |                                                       |

| Casale Monferrato 5 novembre 1922 4ª giornata | Casale              | 0 – 0 | Sampierdarenese | Stadio Natale Palli\| Arbitro: \| Sanguineti (Genova) \| |
| Arbitro:                                      | Sanguineti (Genova) |       |                 |                                                          |

| Arbitro: | Canepa (Savona) |

|             |           |  |
| Gallino 35’ | Marcatori |  |

| Arbitro: | Pierallini (Modena) |

|                              |           |                  |
| Gallo II 36’ Bonaventura 47’ | Marcatori | 13’, 54’ Gallino |

| Arbitro: | Sanguineti (Genova) |

|                                       |           |  |
| Gallino 22’ Riccio 30’ Corrado II 53’ | Marcatori |  |

| Arbitro: | Venegoni (Legnano) |

|                                     |           |  |
| Rosetta 7’ Ardissone 29’ Gay II 85’ | Marcatori |  |

| Arbitro: | Piazza (Milano) |

|           |           |  |
| Calvi 75’ | Marcatori |  |

| Arbitro: | Malvano (Torino) |

|                                          |           |  |
| Ferraris II 65’ Gallino 69’ Sartorio 75’ | Marcatori |  |

| Arbitro: | Ortali (Bologna) |

|                       |           |                       |
| Merciai 2’ Sbrana 68’ | Marcatori | 7’ Gallino 52’ Mattea |

##### Girone di ritorno
| Arbitro: | Olivari (Genova) |

|              |           |  |
| Sartorio 60’ | Marcatori |  |

| Arbitro: | Bellini (Padova) |

|             |           |  |
| Sarasso 85’ | Marcatori |  |

| Arbitro: | Pinasco (Sestri Ponente) |

|                 |           |  |
| Ferraris II 20’ | Marcatori |  |

| Arbitro: | Grossi (Milano) |

|                            |           |  |
| Carzino II 81’ Bussich 89’ | Marcatori |  |

| Arbitro: | Sanguineti (Genova) |

|                         |           |             |
| Ferrero 10’ Clerico 25’ | Marcatori | 88’ Gallino |

| Arbitro: | Zennaro (Genova) |

|                                  |           |  |
| Savio 10’, 25’ Sartorio 35’, 60’ | Marcatori |  |

| Arbitro: | Pasquinelli (Bologna) |

|                  |           |             |
| Chiecchi III 70’ | Marcatori | 32’ Gallino |

| Arbitro: | Olivari (Genova) |

|  |           |                |
|  | Marcatori | 35’ Rampini II |

| Arbitro: | Sanguineti (Genova) |

|              |           |           |
| Sartorio 20’ | Marcatori | 85’ Calvi |

| Savona 29 aprile 1923 21ª giornata | Speranza        | 0 – 0 | Casale | \| Arbitro: \| Armano (Torino) \| |
| Arbitro:                           | Armano (Torino) |       |        |                                   |

| Casale Monferrato 6 maggio 1923 22ª giornata | Casale           | 0 – 0 | Pisa | Stadio Natale Palli\| Arbitro: \| Zennaro (Genova) \| |
| Arbitro:                                     | Zennaro (Genova) |       |      |                                                       |

## Statistiche

### Statistiche di squadra
| Competizione    | Punti | In casa | In casa | In casa | In casa | In casa | In casa | In trasferta | In trasferta | In trasferta | In trasferta | In trasferta | In trasferta | Totale | Totale | Totale | Totale | Totale | Totale | DR |
| Competizione    | Punti | G       | V       | N       | P       | Gf      | Gs      | G            | V            | N            | P            | Gf           | Gs           | G      | V      | N      | P      | Gf     | Gs     | DR |
| --------------- | ----- | ------- | ------- | ------- | ------- | ------- | ------- | ------------ | ------------ | ------------ | ------------ | ------------ | ------------ | ------ | ------ | ------ | ------ | ------ | ------ | -- |
| Prima Divisione | 23    | 11      | 7       | 3       | 1       | 16      | 2       | 11           | 0            | 6            | 5            | 7            | 15           | 22     | 7      | 9      | 6      | 23     | 17     | +6 |

### Statistiche dei giocatori
| Giocatore      | Prima Divisione | Prima Divisione |
| Giocatore      | Presenze        | Reti            |
| -------------- | --------------- | --------------- |
| A. Albertoni   | 20              | 0               |
| Ariotti        | 1               | 0               |
| G. Bargero     | 20              | 0               |
| U. Caligaris   | 22              | 0               |
| Corrado (II)   | 8               | 1               |
| C. De Giovanni | 21              | -15             |
| De Micheli     | 4               | 0               |
| Ferraris II    | 10              | 2               |
| Fornero        | 1               | 0               |
| L. Gallino     | 22              | 8               |
| E. Greppi      | 14              | 0               |
| Grosso II      | 18              | 0               |
| Marchisotti    | 3               | 0               |
| A. Mattea      | 22              | 2               |
| E. Minchiotti  | 5               | 0               |
| A. Reverberi   | 1               | 0               |
| L. Riccio      | 8               | 1               |
| M. Sartorio    | 22              | 7               |
| Savio          | 8               | 2               |
| S. Siviardo    | 10              | 0               |
| Varvelli       | 1               | -2              |
| G. Volta       | 1               | 0               |